# Visconde do Alcaide
Visconde do Alcaide é um título nobiliárquico criado por D. Carlos I de Portugal, por Decreto de 3 de Fevereiro de 1902, em favor de Alberto Carlos da Costa Falcão.
Titulares
1. Alberto Carlos da Costa Falcão, 1.º Visconde do Alcaide.

Após a Implantação da República Portuguesa, e com o fim do sistema nobiliárquico, usou o título: 
1. Alberto Carlos da Costa Falcão Franco Frazão, 2.° Visconde do Alcaide.